# Банджарська мова

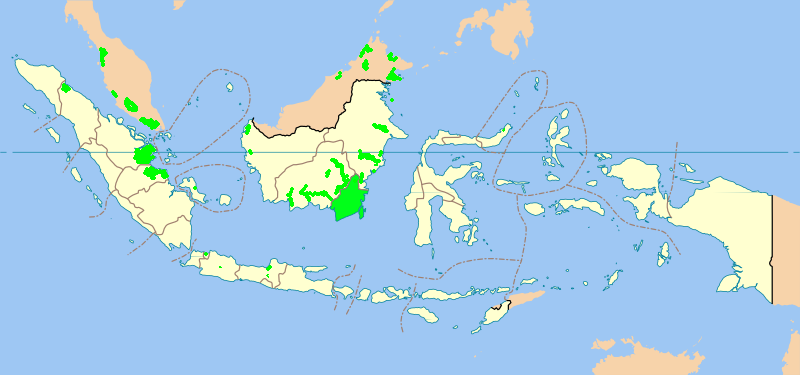

Банджа́рська мо́ва є рідною мовою банджарів — народу у Південному Калімантані, Індонезія. Оскільки багато банджарців мандрівні купці, вони несли свою рідну мову всюди, де вони були в Індонезії, і в усьому світі.
Особливо на острові Калімантан, банджарську можна розглядати як лінгва-франка, оскільки вона широко використовується в 3 з 4 провінціях Калімантану: Південний Калімантан, Східний Калімантан, і Центральний Калімантан, за винятком Західного Калімантану, де Малайська є поширенішою.
Мова містить багато малайських і деякі яванські когнати, але вони звичайно мають чіткі банджарські синоніми.
Банджарська мова ділиться на два основних діалекти:
- верхній річковий діалект (Banjar Hulu);
- нижній річковий діалект (Banjar Kuala).

Основні відмінності двох діалектів можна знайти в фонології і лексиці, хоча невелика різниця в синтаксисі також помітна.
Banjar Hulu має тільки три голосні, а саме /i/ зі своїм довгими варіантом /i:/, /u:/ та /a/. Коли слова містять голосні, крім цих трьох, вони замінюються на одну з них. Ця заміна базується на близькості висоти та інших якостях голосних. Наприклад, банджарець намагається вимовити англійське слово 'logo (логотип)', воно буде звучати як індонезійське слово «lugu» (невинний). Індонезійське слово «Enak» (смачний) буде вимовляється /inak/. Інші відмінні характеристики діалекту Banjar Hulu в тому, що слова, що починаються з голосної, швидше за все, будуть вимовлятися зі звуком /h/ на початку слова. Додавання звуку /h/ навіть можна помітити в правописі.
Як в індонезійській мові Banjar Kuala має п'ять голосних, /a, i, u, e, o/.